# Grenze zwischen Belarus und Litauen

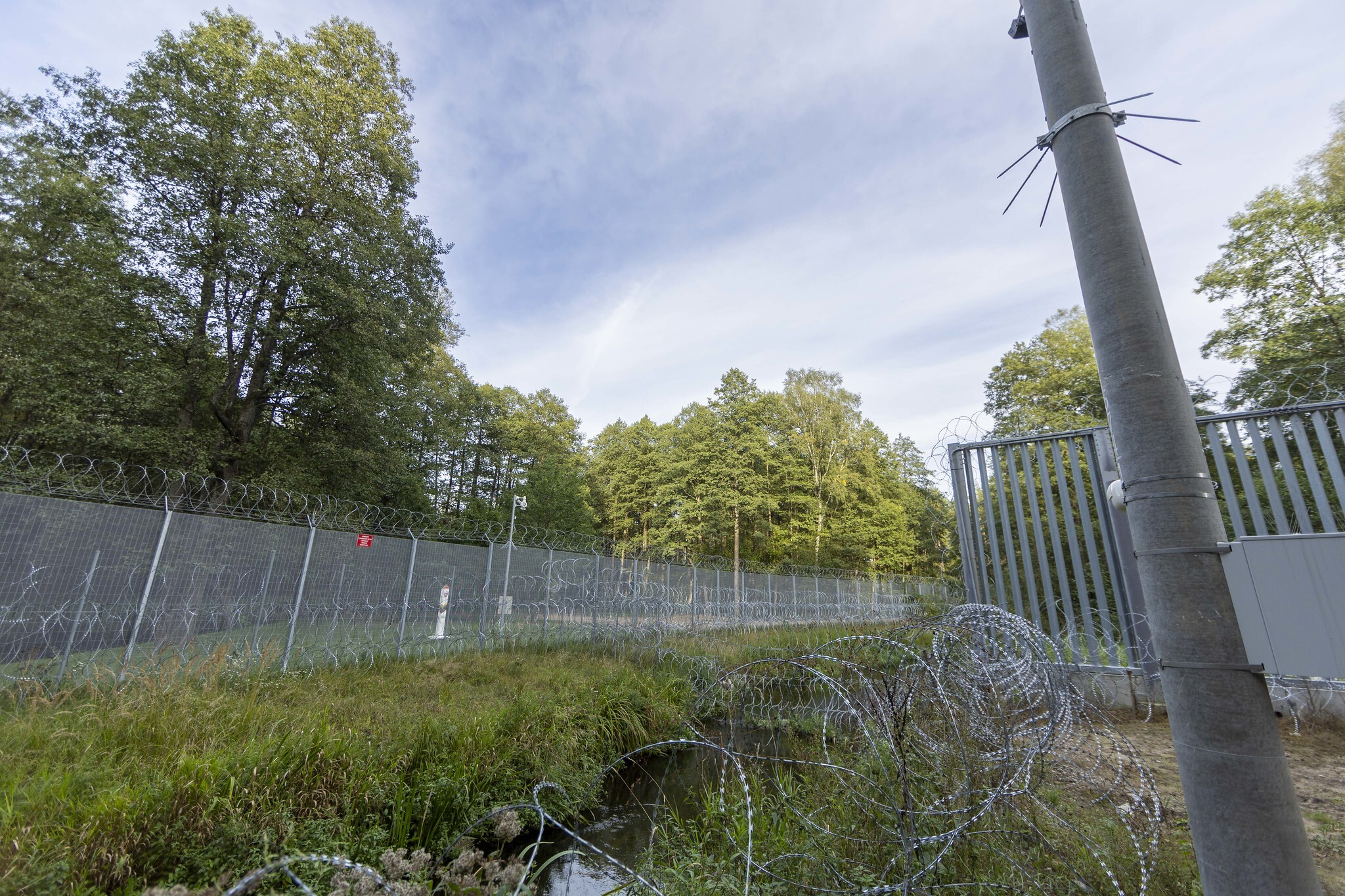
Von Litauen errichtete Grenzbarriere

Die belarussisch-litauische Grenze ist eine 679 km lange internationale Grenze zwischen dem EU- und NATO-Mitglied Litauen und Belarus als Mitglied der GUS- und der OVKS. Sie gehört somit zu den Außengrenzen der Europäischen Union und zur Westgrenze der Gemeinschaft Unabhängiger Staaten. Die Grenze wurde im Vertrag vom 6. Februar 1995 zwischen den beiden Ländern festgelegt. Die Markierung und Befestigung der Grenze wurde 2007 abgeschlossen.
380 km der Grenze befinden sich an Land, während 299 km durch Gewässer verlaufen z. B. den Drūkšiaisee und Flüsse wie Dysna und die Weichsel. Die Grenze basiert auf der Grenze zwischen der Litauischen Sozialistischen Sowjetrepublik und der Weißrussischen Sozialistischen Sowjetrepublik innerhalb der Sowjetunion, die seit 1940 weitgehend unverändert war.
Seit 2004 ist die Grenze die Außengrenze der Europäischen Union und seit 2007 des Schengen-Raums. Diese Entwicklungen führten zu verstärkten Grenzkontrollen und strengeren Visabestimmungen für die Überfahrt zwischen den beiden Ländern. Eine Vereinbarung, die 2010 unterzeichnet wurde, zielt darauf ab, das Reisen für Menschen im Umkreis von 50 km um die Grenze zu vereinfachen.
Als Außengrenze der EU wurden an der Grenze zu Belarus mit 246 Vergehen im Jahr 2010 die meisten Versuche unternommen, die Grenze zu Litauen illegal zu überschreiten. Auch wurden in den 2000er und Anfang der 2010er Jahre 130 Mitarbeiter der Grenzbehörden wegen Korruption verurteilt.

## Geschichte
Das gesamte baltische Gebiet war schon immer umstritten und zwischen wechselnden Herrschern mit unterschiedlichen Grenzverläufen aufgeteilt. In der ersten Strophe des „Liedes der Deutschen“ wurde 1841 vom Dichter Hoffmann von Fallersleben die Memel als Ostgrenze Deutschlands angesehen. Als Germanist hat er sich allerdings eher an dem Verbreitungsraum der Deutschen Sprache orientiert.
Die Litauisch-Weißrussische SSR existierte vom 27. Februar 1919 an als Vereinigung der Litauischen SSR mit der Weißrussischen SSR. Sie bestand nur für ungefähr sieben Monate. Die LitBel SSR wurde aufgelöst, nachdem polnische Truppen fast das gesamte Territorium während des Polnisch-Sowjetischen Krieges bzw. Polnisch-Litauischen Krieg besetzten. Dabei fiel auch das vormals litauische Vilniuser Land 1920 durch Annexion an Polen. Diese Grenze wurde im Vertrag von Riga am 18. März 1921 vereinbart. Bis zur Sowjetischen Besetzung Ostpolens am 17. September 1939 gab es keine gemeinsame Grenze.
- 2. August 1945: Auf der Potsdamer Konferenz wird beschlossen, dass Grodno und der Oberlauf der Memel zur Weißrussischen Sowjetrepublik (BSSR) kommt. Der gesamte Memellauf ist somit sowjetisch.
- 11. März 1990: Litauen erklärt seine Unabhängigkeit.
- 8. Dezember 1991: In einer nahe bei Wiskuli (belarussisch Віскулі) in der Belowescher Heide gelegenen Staatsdatscha unterzeichneten am 8. Dezember 1991 Stanislaw Schuschkewitsch für Belarus, Boris Jelzin für Russland und Leonid Krawtschuk für die Ukraine die Belowescher Vereinbarungen (auch als Abkommen von Belowesch oder Vertrag von Minsk bezeichnet) zur Gründung der Gemeinschaft Unabhängiger Staaten.
- 1. Mai 2004: Litauen, Polen und acht weitere Länder treten der Europäischen Union bei. Die Grenze zum Kaliningrader Gebiet und zu Belarus wird EU-Außengrenze.[6]

Durch den Zerfall der Sowjetunion und Bildung souveräner Staaten entstanden zwischen den ehemals vereinigten Sowjetrepubliken Staatsgrenzen. Zahlreiche Grenzübergänge wurden im Lauf der Zeit geschlossen und durch Grenzzäune verbarrikadiert.
Alexander Lukaschenko, Präsident in Belarus seit 1994, macht seit Mitte 2021 seine Drohung wahr, Migranten von Belarus über die Grenze nach Litauen, Lettland und Polen zu schicken und damit in die Europäische Union. Litauen hat deshalb den Notstand ausgerufen. Im August 2022 stellte die Regierung Litauens einen neu errichteten Grenzzaun fertig. Eine vier Meter hohe Barriere aus Stacheldraht soll Grenzübertritte künftig erschweren.

## Verlauf der Grenze
Die aktuelle gemeinsame Grenze beginnt am Dreiländereck  Litauen, Lettland und Belarus, wo die drei Grenzpfosten auffällig beieinander aufgestellt wurden . Sie verläuft südöstlich durch den Drūkšiai-See entlang des Flusses Apyvardė, über die Seen Apvardai und Prūtas, weiter entlang des Flusses Dysna im Osten und weiter bis zum Bahnhof Adutiškis. Es geht weiter nördlich der belarussischen Siedlung Lyntupy, östlich der litauischen Siedlung Šumskas, über die Straße Vilnius – Maladsetschna, umrundet das Gebiet der litauischen Siedlung Dieveniškės von Osten, Süden und Westen, geht nördlich der belarussischen Siedlung Bieniakoni, überquert die Straße Vilnius-Lida und folgt weiter dem Fluss Šalčia. Es geht weiter in den Süden der litauischen Stadt Eišiškės, folgt dem Fluss Načia, geht in den Süden der litauischen Siedlung Dubičiai, erreicht die Quelle des Flusses Kotra und folgt diesem Fluss, dann über die Seen Grūda ir Dubas. Sie überquert weiter die Eisenbahnlinie Vilnius-Hrodna neben der Haltestelle Senovė und die Eisenbahnlinie nach Druskininkai nördlich der Haltestelle Pariečė, setzt sich in westlicher Richtung in Richtung der Weichsel und gegen die Strömung fort und folgt der Mara weiter bis zum Dreiländereck von Belarus. Litauen und Polen .
Von litauischer Seite gibt es mitunter Sperrzonen mit wenigen Beschränkungen, der Zutritt ist jedoch fast überall bis zum Grenzzaun möglich. Massive Grenzbefestigungen findet man eher selten. Als Außengrenze fordern die EU und die Bestimmungen des Schengener Abkommens eine wirkungsvolle Abwehr von illegalen Zuwanderern. Von belarussischer Seite ist Zutritt im breiteren Grenzbereich nur mit Genehmigung möglich. Die Grenzbefestigungen sind deutlich massiver und gut überwacht, jedoch von litauischer Seite selten einzusehen. Im teilweise viele Kilometer breiten Grenzschutzstreifen liegen 763 Siedlungen, die nur Anwohnern, Grenzschutzorganen und ausgesuchten Besuchern mit Sondergenehmigung zugänglich sind.

## Grenzübergänge
Das Überqueren der Grenze nach Litauen erfordert ein Visum nach dem Recht der Europäischen Union (Schengener Abkommen) und nach Belarus ein belarussisches Visum. Im kleinen Grenzverkehr gelten besondere Bestimmungen. Zu touristisch attraktiven Zielen, wie z. B. zum belarussischen Park des Augustów-Kanals erhält man gelegentlich Sondergenehmigungen zur visafreien Einreise.
Stillgelegte und gesperrte Verbindungen über die Grenze sind mit  gekennzeichnet.
| Litauen                            | Litauen                               | ⇄                                     | Belarus                               | Belarus                                         | Position                         |
| ---------------------------------- | ------------------------------------- | ------------------------------------- | ------------------------------------- | ----------------------------------------------- | -------------------------------- |
| Skirna                             | 5303                                  | Rotes X oder Kreuzchensymbol für nein | H2101                                 | Karasina (belarussisch Карасіна)                | 55° 39′ 33″ N, 26° 37′ 51″ O     |
| Češulėnai                          |                                       | Rotes X oder Kreuzchensymbol für nein | H2108                                 | Hureli (belarussisch Гурэлі)                    | 55° 21′ 48,7″ N, 26° 28′ 23,7″ O |
| Tverečius                          | 4402                                  | [ Anmerkung 1 ]                       |                                       | Widsy (belarussisch Відзы)                      | 55° 19′ 24,9″ N, 26° 38′ 5,7″ O  |
| Haduzischki                        |                                       | ·                                     | H3301                                 | Kruki (belarussisch Крукі)                      | 55° 9′ 13,9″ N, 26° 35′ 25,7″ O  |
| Papelekis                          | K109                                  | [ Anmerkung 3 ]                       | P 110                                 | Lyntupy (belarussisch Лынтупы)                  | 55° 5′ 4,9″ N, 26° 15′ 35,9″ O   |
| Prienai                            | 4404                                  | Rotes X oder Kreuzchensymbol für nein | H6206                                 | Kemelischki (belarussisch Кемелішкі)            | 54° 52′ 18,3″ N, 25° 48′ 35,2″ O |
| Baravykinė                         | Pipeline                              | Pipeline                              | Pipeline                              | Malyje Waidazischki (russisch Малые Вайдацишки) | 54° 45′ 33,6″ N, 25° 44′ 54,1″ O |
| PKP Lavoriškės                     | K103                                  | [ 12 ]                                | P 45                                  | KPP Katlouka (belarussisch КПП Котловка)        | 54° 43′ 7,5″ N, 25° 44′ 43,2″ O  |
| Kena                               | [ Anmerkung 6 ]                       | [ Anmerkung 6 ]                       | [ Anmerkung 6 ]                       | Bahnhof Hudahaj (belarussisch Станцыя Гудагай)  | 54° 35′ 40,4″ N, 25° 45′ 26,9″ O |
| Šumskas                            | K101                                  | [ Anmerkung 7 ]                       | P48                                   | Loscha (belarussisch Лоша)                      | 54° 35′ 29,8″ N, 25° 45′ 27,1″ O |
| Medininkai                         | A3                                    | [ 13 ]                                | M7                                    | Kamenny Log (belarussisch Каменны Лог)          | 54° 32′ 39,4″ N, 25° 41′ 58,8″ O |
| Medininkai                         | 5258                                  | ·                                     | H7726                                 | Kamenny Log (belarussisch Каменны Лог)          | 54° 32′ 5,8″ N, 25° 40′ 49,3″ O  |
| Ažubenis                           | 3937                                  | ·                                     | Н6334                                 | Hryhi (belarussisch Грыгі)                      | 54° 26′ 53,2″ N, 25° 37′ 20,5″ O |
| Kurmelionys                        | 3910                                  | ·                                     | H6327                                 | Anschadawa (belarussisch Анжадава)              | 54° 22′ 4,3″ N, 25° 34′ 17″ O    |
| Ureliai                            | 3904                                  | [ Anmerkung 11 ]                      | P 146                                 | Kljawiza (belarussisch Клявіца)                 | 54° 16′ 30,2″ N, 25° 43′ 46″ O   |
| Norviliškės                        |                                       | N [ 3 ]                               | H6151                                 | Pjazkuny (belarussisch Пяцкуны)                 | 54° 13′ 55,3″ N, 25° 46′ 48,3″ O |
| Krakūnai                           | K104                                  | [ Anmerkung 12 ]                      | P89                                   | PUP Heranjony (belarussisch ПУП "Геранёны")     | 54° 8′ 45,2″ N, 25° 36′ 6,2″ O   |
| Šalčininkai                        | A15                                   | [ Anmerkung 12 ] [ 14 ]               | M11                                   | Benjakoni (belarussisch Беняконі)               | 54° 16′ 22,1″ N, 25° 22′ 35″ O   |
| Eišiškės                           | K105                                  | Rotes X oder Kreuzchensymbol für nein | P 145                                 | Dozischki (belarussisch Доцішкі)                | 54° 8′ 18,5″ N, 25° 0′ 47,9″ O   |
| Strėžiūnai                         | Rotes X oder Kreuzchensymbol für nein | Rotes X oder Kreuzchensymbol für nein | Rotes X oder Kreuzchensymbol für nein | Bjaljunzy (belarussisch Бялюнцы)                | 54° 7′ 10,4″ N, 24° 48′ 12,5″ O  |
| Būdos                              | Rotes X oder Kreuzchensymbol für nein | Rotes X oder Kreuzchensymbol für nein | Rotes X oder Kreuzchensymbol für nein | Natscha (belarussisch Нача)                     | 54° 4′ 2,5″ N, 24° 49′ 11,9″ O   |
| Rakai bei Balbutai                 | 5008                                  | [ Anmerkung 13 ]                      | H6255                                 | Pjazjuleuzy (belarussisch Пяцюлеўцы)            | 53° 57′ 54,2″ N, 24° 42′ 10,8″ O |
| Senovė                             | Rotes X oder Kreuzchensymbol für nein | Rotes X oder Kreuzchensymbol für nein | Rotes X oder Kreuzchensymbol für nein | Usberasch (belarussisch Узбераж)                | 53° 56′ 46,6″ N, 24° 13′ 41,5″ O |
| Latežeris                          | 5006                                  | [ Anmerkung 15 ]                      | P41                                   | Paretschtscha (belarussisch Парэчча)            | 53° 56′ 14,5″ N, 24° 4′ 48,3″ O  |
| Druskininkai                       | Rotes X oder Kreuzchensymbol für nein | Rotes X oder Kreuzchensymbol für nein | Rotes X oder Kreuzchensymbol für nein | Nastaunik (belarussisch Настаўнік)              | 53° 56′ 11,8″ N, 24° 4′ 28,6″ O  |
| PKP Raigardas                      | № 419                                 | [ Anmerkung 17 ]                      | № 419                                 | Prywalki (belarussisch Прывалкі)                | 53° 56′ 29,7″ N, 23° 58′ 13,9″ O |
| PKP Raigardas                      | A4                                    | [ Anmerkung 12 ] [ Anmerkung 18 ]     | P42                                   | Prywalki (belarussisch Прывалкі)                | 53° 56′ 29,7″ N, 23° 58′ 13,9″ O |
| Švendubrė bei Lipliūnai            | 2520                                  | ·                                     |                                       | Prywalki (belarussisch Прывалкі)                | 53° 58′ 10,9″ N, 23° 54′ 46,8″ O |
| Kapčiamiestis (deutsch Methenburg) | 2504                                  | LKW+PKW                               | H6054                                 | Kadysch (belarussisch Кадыш)                    | 53° 55′ 54,3″ N, 23° 40′ 56,2″ O |